# Álvaro Ozório de Almeida
Álvaro Ozório de Almeida  (Porto Alegre, 6 de novembro de 1882 — Rio de Janeiro, 6 de maio de 1952) foi um médico fisiologista e cientista brasileiro.

## Primeiros anos
Álvaro nasceu em Porto Alegre (RS) no dia 6 de novembro de 1882. Era filho de Carlota Cardoso e Gabriel Ozório de Almeida e irmão do imortal da Academia Brasileira de Letras, Miguel Osório de Almeida.

## Carreira
No Rio de Janeiro, obteve grau em medicina pela Universidade Federal do Rio de Janeiro, em 1905, defendendo tese '"Soro Lipase"'.
No ano seguinte, viajou para a Europa, onde trabalhou no Instituto Pasteur. Neste período, foi próximo do zoólogo e biólogo Élie Metchnikoff (1845-1916), de Charles Jules Henri Nicolle (1866-1936), e do médico e biólogo Pierre Paul Émile Roux (1853-1933).
Ao retornar para o Brasil, não foi bem sucedido na tentativa de criar uma seção de fisiologia na Fundação Oswaldo Cruz. Decidiu, então, criar seu próprio laboratório no porão da casa de seus pais. Nesta ocasião, seu irmão, perdendo interesse pela engenharia, se inicia na área da fisiologia.
Em 1911, foi aprovado para ocupar cargo docência na Faculdade de Medicina da Universidade Federal do Rio de Janeiro.
Com apoio de Cândido Gaffrée, o pequeno laboratório caseiro foi transferido para rua Machado de Assis nº 45, Flamengo, Rio de Janeiro. Se transformando, em pouco tempo, num local de reuniões, consultas e estudos para pesquisadores, sendo visitado por brasileiros, como Júlio Afrânio Peixoto, Agenor Guimarães Porto, Pedro Augusto Pinto, Dionysio Bentes, e estrangeiros como fr:Eugène Gley (1857-1930), Louis Lapicque (1866-1952), Henry Piéron, H. Laugier, Hadamard, Langevin, Marie Sklodowska Curie (1867-1934), Irène Curie (1897-1956) e Albert Einstein(1879-1955). O laboratório acabou em 1932, e Álvaro passou a realizar suas pesquisas no Hospital Gaffré e Guinle.
Foi presidente da seção de biologia da Academia Brasileira de Ciências.
Em 10 de novembro de 1927 foi eleito membro titular da Academia Nacional de Medicina. Foi empossado no mesmo dia, sob a presidência de Miguel de Oliveira Couto, para ocupar a cadeira de número 15, que encontrava-se aberta em decorrência da transferência do acadêmico Miguel Couto para a classe de membros titulares honorários.
Morreu em 6 de maio de 1952, no Rio de Janeiro.

## Representação na cultura
- Um logradouro no bairro de Pajuçara, em Natal (RN) recebe seu nome, Rua Doutor Álvaro Ozório de Almeida.
- Em 1950, foi criado o Instituto Álvaro Ozório de Almeida, constituído pela junção das cadeiras de Fisiologia, Histologia, Embriologia Geral e Técnica Operatória da Faculdade de Medicina da Universidade do Recife.